# Theridion t-notatum
Theridion t-notatum là một loài nhện trong họ Theridiidae.
Loài này thuộc chi Theridion. Theridion t-notatum được Tord Tamerlan Teodor Thorell miêu tả năm 1895.